# Condado de Moody
O Condado de Moody é um dos 66 condados do Estado americano da Dakota do Sul. A sede do condado é Flandreau, e sua maior cidade é Flandreau. O condado possui uma área de 1 350 km² (dos quais 4 km² estão cobertos por água), uma população de 6 595 habitantes, e uma densidade populacional de 5 hab/km² (segundo o censo nacional de 2000).